# يوم متفوق
يوم متفوق (بالكورية: 우월한 하루)؛ هو مسلسل تلفزيوني كوري جنوبي، من بطولة جين جوو، ها دو كوون ولي وون كيون. مبني على الويبتونز الذي يحمل نفس الاسم، الذي ألفه وانشائه فريق «جيتنام» عرض على قناة أو سي إن كل يوم الأحد، من 13 مارس إلى 1 مايو 2022.

## القصة
تدور أحداثه في 24 ساعة حيث ينجو فقط الأكثر خبرة وتفوقنا، والرجل العادي الذي يتعين عليه إنقاذ ابنته المخطوفة بقتل قاتل متسلسل.

## المشاهدات
| الحلقات | تاريخ البث    | تقييمات نيلسن كوريا (على الصعيد الوطني) |
| ------- | ------------- | --------------------------------------- |
| 1       | 13 مارس 2022  | 1.045%                                  |
| 2       | 20 مارس 2022  | 1.178%                                  |
| 3       | 17 مارس 2022  | 0.912%                                  |
| 4       | 3 أبريل 2022  | 0.848%                                  |
| 5       | 10 ابريل 2022 | 0.952%                                  |
| 6       | 17 ابريل 2022 | 0.936%                                  |
| 7       | 24 أبريل 2022 | 0.8%                                    |
| 8       | 1 مايو 2022   | 0.884%                                  |
| المعدل  | المعدل        | —                                       |

## روابط خارجية
- الموقع الرسمي
 باللغة الكورية
- يوم متفوق على هانسينما